# Gradište
Gradište (deutsch: Christburg) ist eine Ortschaft in der ostkroatischen Gespanschaft Vukovar-Syrmien.
Gradište hatte zum Zeitpunkt der Volkszählung 2011 2773 Einwohner. Der Ort liegt wenige Kilometer von der Stadt Županja entfernt.

## Sport und Kultur
- Fußballverein NK Slavonac
- Kulturverein KUD Gradište